# Йосіда Хідехіко
Хідехіко Йосіда (яп. 吉田 秀彦; нар. 21 листопада 1967) — японський дзюдоїст, олімпійський чемпіон 1992 року, чемпіон світу.

## Виступи на Олімпіадах
| Олімпіада      | Дисципліна | Місце |
| -------------- | ---------- | ----- |
| Барселона 1992 | до 78 кг   | 1     |
| Атланта 1996   | до 86 кг   | 5     |
| Сідней 2000    | до 90 кг   | 9     |